# 22 septembre 1999
Le mercredi 22 septembre 1999 est le 265e jour de l'année 1999.

## Naissances
- Déborah Lassource, joueuse de handball française

## Décès
- George C. Scott (né le 18 octobre 1927), acteur américain
- Jean Wertheimer (né le 24 juillet 1933), médecin psychogériatre suisse
- Jeanine Rueff (née le 5 février 1922), compositrice et pédagogue
- Noriko Awaya (née le 12 août 1907), chanteuse japonaise
- Sal Salvador (né le 21 novembre 1925), guitariste américain
- Tomoo Kudaka (né le 14 mars 1963), footballeur japonais

## Événements
- Début de la série télévisée À la Maison-Blanche
- Fin de la série d'animation Dr Slump
- Sortie du jeu vidéo Resident Evil 3: Nemesis
- Sortie du film français Ressources humaines